# Баал II
Баал II (д/н — бл. 563 до н. е.) — цар Тіра в 573/572—564/563 роках до н. е.

## Життєпис
Ймовірно син Ітобаала III, царя Тіра. Посів трон близько 573 року до н. е. Перед тим Тір визнав зверхність нововалилонського царя Навуходоносора II. Останній підтвердив його права на трон Тіра, вілправивши туди з відповідним посланням свого сановника Енліль-Шапік-зері. Ймовірно водночас єгипетський фараон Апрій спробував захопити Фінікію. Втім незважаючи на поразку тіро-сідонського флоту від єгиптян фінікійські міста залишилися підвладними Вавилону.
Зберігав вірність Навуходоносору II до кінця свого життя, померши близько 564\563 року до н. е. За цим вавилонський цар з невідомих причин ліквідував царську владу в Тірі. наказавши членам правлячої династії перебратися до Вавилону, місто-державу було включено до вавилонської провінції з центром в Кадеші. На чолі власне Тіру було поставлено суфета, першим з яких став Якінбаал. Влада ітрських суфетів тривала до 556 року до н. е., коли трон перейшов до Балеазара III.